# Gea bituberculata
Gea bituberculata là một loài nhện trong họ Araneidae.
Loài này thuộc chi Gea. Gea bituberculata được Tord Tamerlan Teodor Thorell miêu tả năm 1881.